# La Grande Encyclopédie du dérisoire
La Grande Encyclopédie du dérisoire de Bruno Léandri est un recueil de nombreuses anecdotes amusantes mais véridiques où l'auteur insiste, dans le style humoristique propre à Fluide glacial, sur des points de détails de l'histoire comme de la vie quotidienne,.
L'Encyclopédie du dérisoire est en fait une anthologie des Chroniques du dérisoire, rubrique mensuelle publiée dans le magazine Fluide Glacial.
L'encyclopédie en est à son 5e tome au printemps 2007.